# Solórzano
Solórzano – gmina w Hiszpanii, w prowincji Kantabria, w Kantabrii, o powierzchni 25,5 km². W 2011 roku gmina liczyła 1025 mieszkańców.